# Hypolytrum chevalieri
Hypolytrum chevalieri är en halvgräsart som beskrevs av Ernest Nelmes. Hypolytrum chevalieri ingår i släktet Hypolytrum och familjen halvgräs.
Artens utbredningsområde är Gabon. Inga underarter finns listade i Catalogue of Life.